# ラメンスコエ
座標: 北緯55度34分 東経38度14分 / 北緯55.567度 東経38.233度

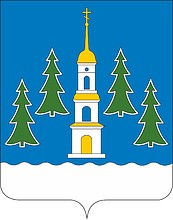
ラメンスコエの紋章

ラメンスコエ（ロシア語: Раменское, Ramenskoye）は、ロシア・モスクワ州の都市。人口は11万4537人（2021年） 。首都モスクワの南東46kmの位置にある。
ラメンスコエ市および隣接するジュコーフスキー市の周辺地域で最も著名な施設は、M・M・グロモフ記念航空研究所が運営するジュコーフスキー空港である。ラメンスコエ空港ではMAKS航空ショーが隔年で開催される。

## 歴史

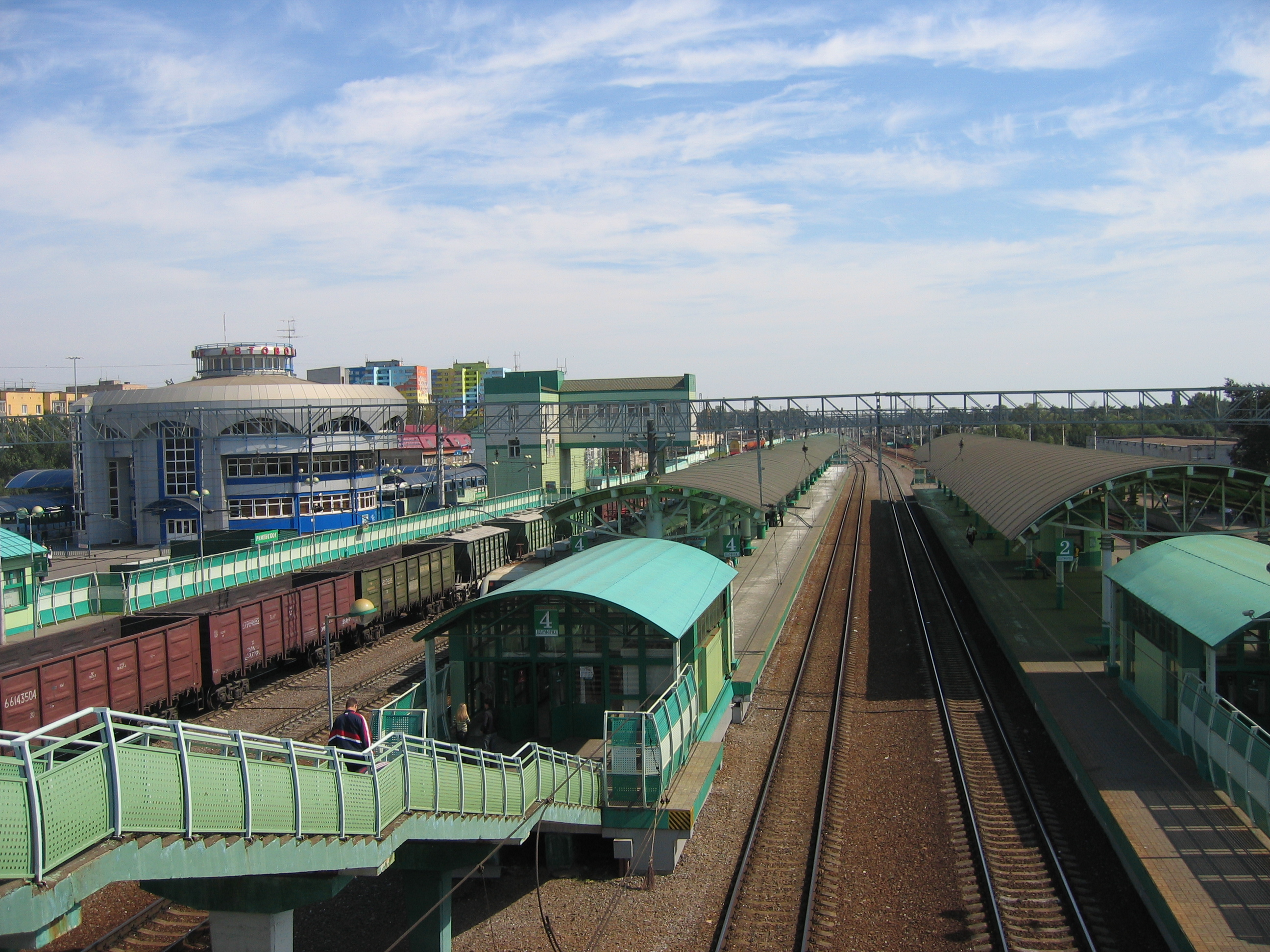
ラメンスコエ駅

町の名称の語源は、古代教会スラヴ語の "раменье" で、「森の端」を意味する。1328年の記録にラメーニェという地域名が登場するが、1760年代にトロイツコエという村が誕生したのが現在に続く街の始まりになる。後にこの村は「ラメーニェの町」を意味するラメンスコエに改名した。
19世紀前半、ラメンスコエではモスクワ周辺でも最初期の紡織工場が誕生している。この工場はガリツィン家の出資で誕生し、1870年代にはロシア帝国でも最大級の紡織工場であった。19世紀半ばにはモスクワとリャザンを結ぶ鉄道が開通し、その他の工業も進出してきた。
1926年3月15日にラメンスコエは市となった。

## 産業
今日のラメンスコエは軍需などの機械工業、食品工業などが中心である。ラーメンスコエにはカップラーメン「ドシラク」（ロシアで最も知名度が高いラーメン）を生産する工場がある。かつて町を支えた繊維工業は外国製品との競争によりほとんどが閉鎖した。
ラメンスコエには、モスクワ-コロムナ-リャザン-ペンザ-サマーラ-ウファを結ぶ高速道路M5が走る。またモスクワ-リャザン間の鉄道本線も通り、モスクワとの間には近郊電車が走っている。

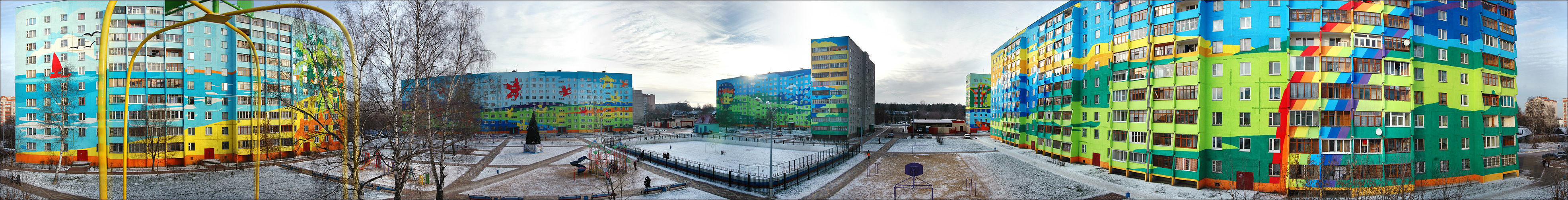
ラメンスコエの住宅地区